# Orbita (TV-Satellitensystem)

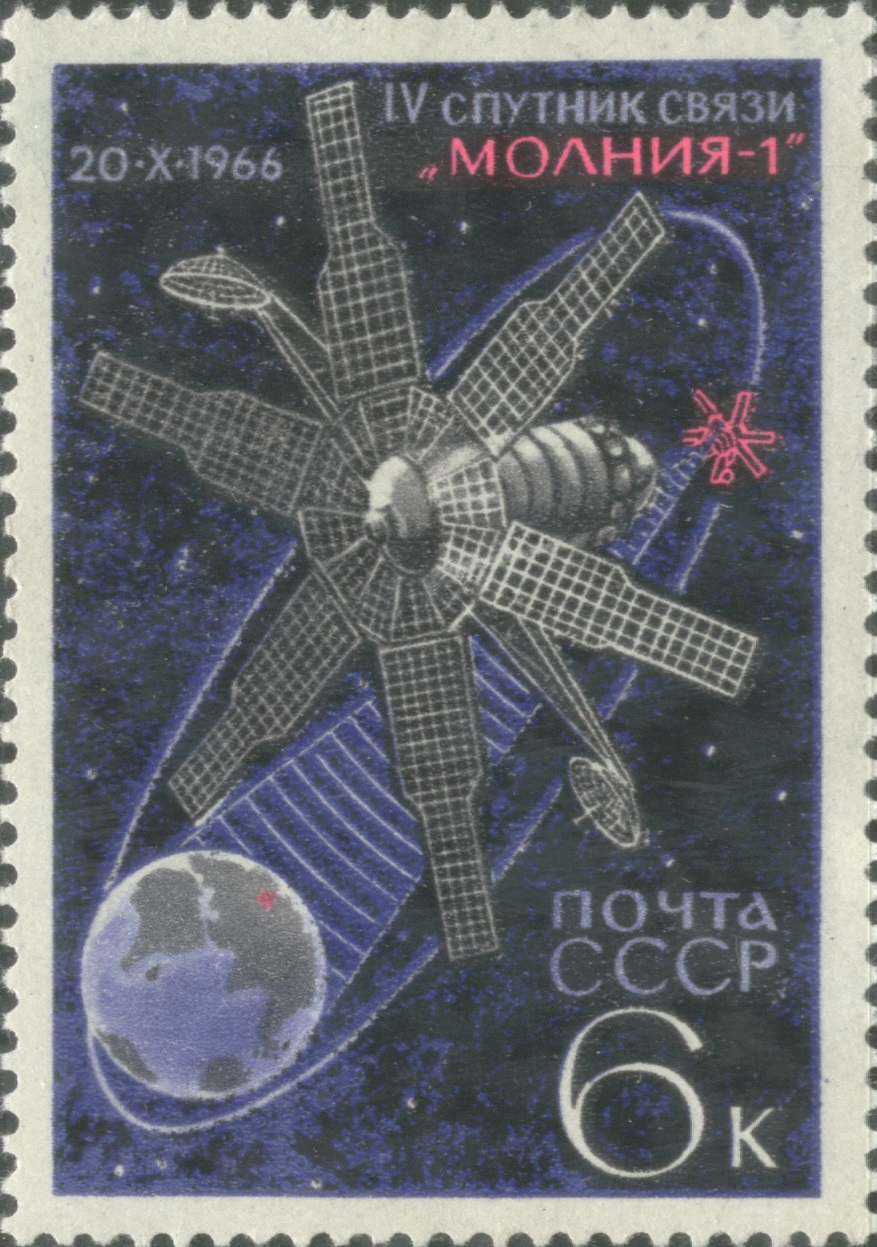
Sowjetische Briefmarke von 1966

Orbita ist der Name eines satellitengestützten Fernsehübertragungssystems der ehemaligen Sowjetunion. Das Orbita-System wird üblicherweise als erstes seiner Art überhaupt gesehen. Der Uplink erfolgte von Moskau aus und wurde über die verschiedenen Satelliten verteilt, die zugleich das Programm wieder zur Erdoberfläche zurückstrahlten. Da die Sendeleistung sehr schwach war, konnten die Signale nur von bestimmten Stationen mit Parabolantennen empfangen werden und wurden von dort mit zusätzlichen Sendeanlagen terrestrisch weiter ausgestrahlt.
Die benutzten „Molnija“-Satelliten liefen auf einer speziellen 12-Stunden-Umlaufbahn, die eine gute Abdeckung über Nordasien gewährleistete, allerdings eine motorische Nachführung der Empfangsantenne voraussetzte. Die Satelliten sendeten im Bereich von 3,4–4,1 GHz (Fernsehen) und 0,8–1,0 GHz (Telefonie). Sie nahmen ihren Betrieb 1965 auf, mit voller Verfügbarkeit aller 25 Satelliten ab Oktober 1967. Begründet durch ihre geringe Sendeleistung konnten sie nur entweder ein Fernsehprogramm oder rund 100 Telefonverbindungen übertragen. Der abgedeckte Sendebereich erstreckte sich von Sibirien bis Ostasien.

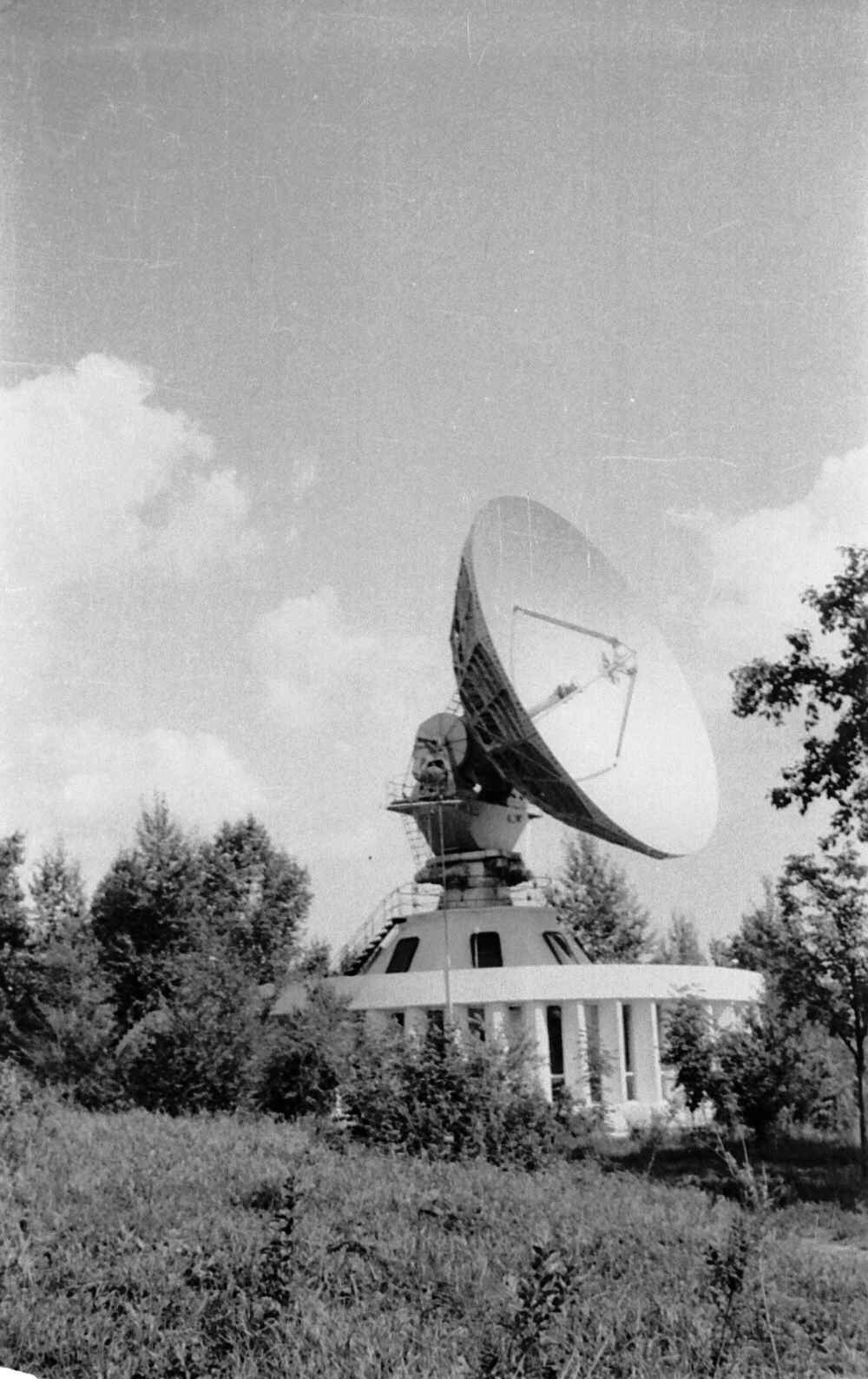
Orbita-Empfangsstation in Chabarowsk, Ulitsa Shevchenko 3, 1977
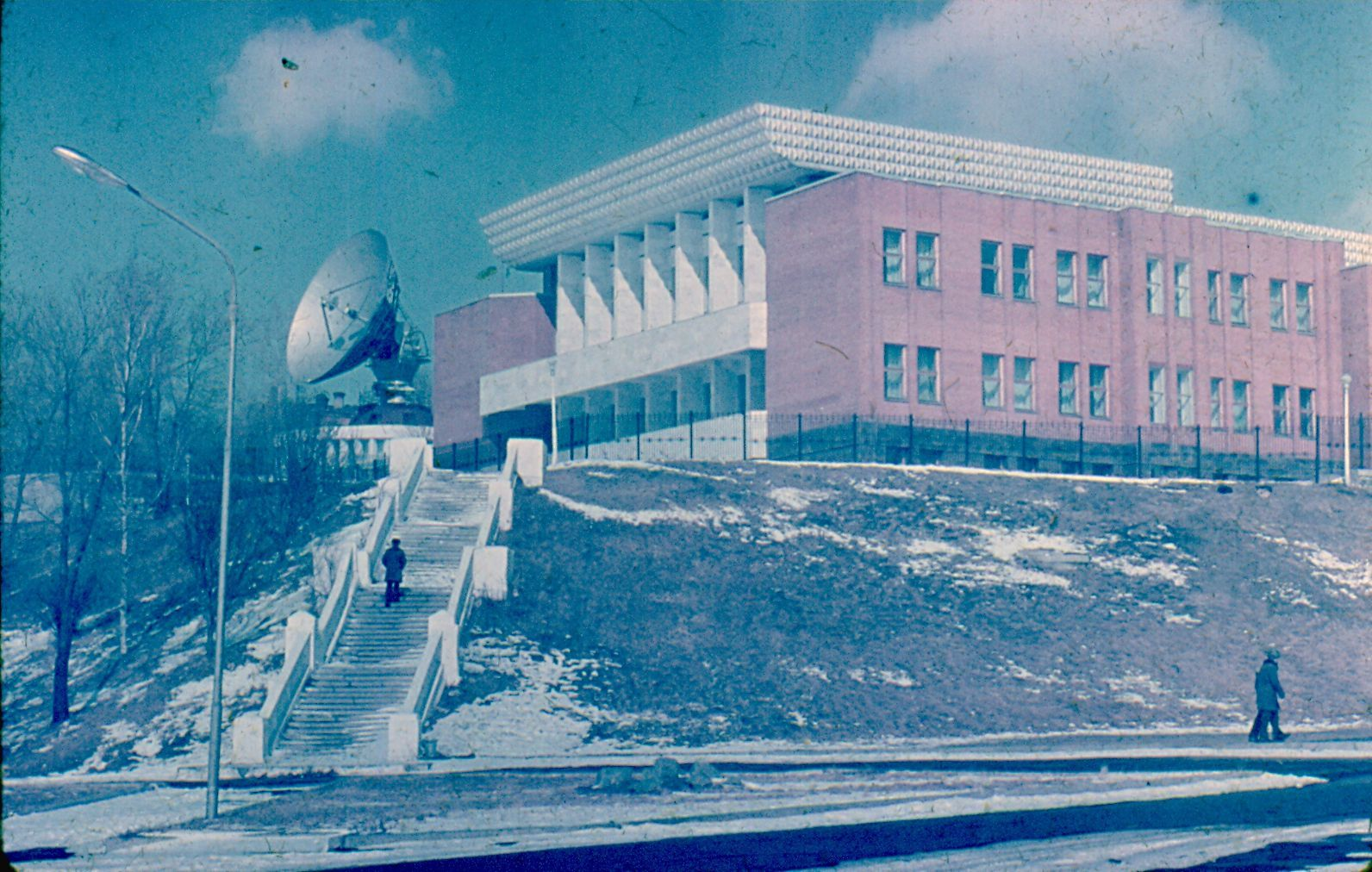
Orbita-Empfangsstation in Chabarowsk, März 1983. Die Station wurde 2003 zurückgebaut[1].
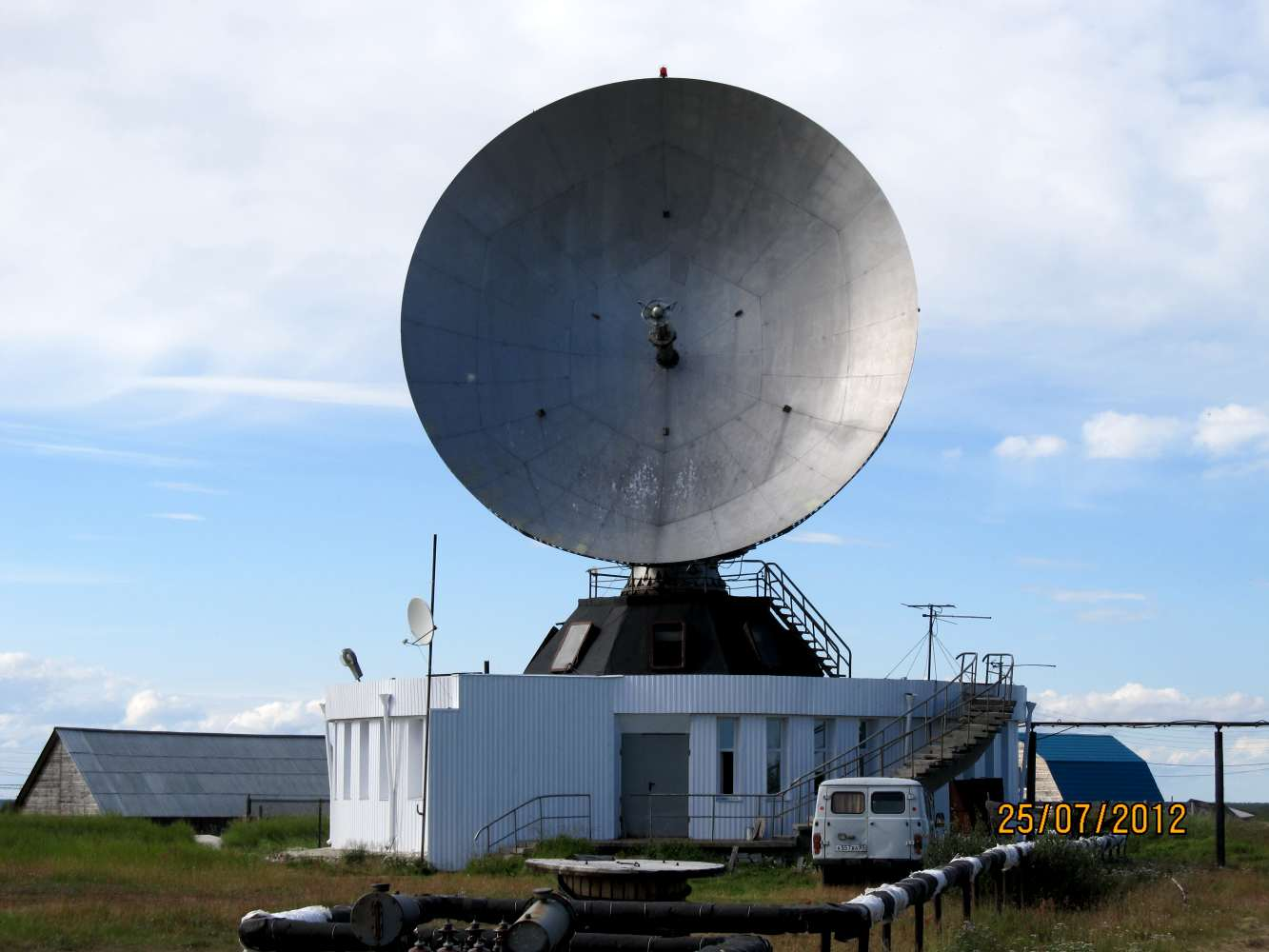
Orbita-Empfangsstation in Telwiska (Nordpolarmeer), 2012